# Enrico Manzoni
Enrico Manzoni (Brusuglio, 7 giugno 1819 – Roma, 28 ottobre 1881) è stato un nobile e imprenditore italiano, figlio di Alessandro Manzoni e della prima moglie Enrichetta Blondel.

## Biografia
Enrico Manzoni era il sesto figlio di Alessandro Manzoni e di Enrichetta Blondel. Di salute gracile e cagionevole nell'infanzia, Enrico si dimostrò fin dalla giovinezza di temperamento molto diverso dal fratello Pietro e più simile, invece, a Filippo: scialacquatore e scapestrato, spendeva le sostanze paterne al gioco. Enrico si sposò il 10 luglio 1843 con la ricca e nobile Emilia Redaelli, proprietaria di una villa a Renate, in Brianza. Subito dopo il matrimonio, Enrico cominciò a dedicarsi al commercio della seta ma, a causa della pessima gestione dell'azienda famigliare e delle pressioni della moglie che lo esortava ad imprese sempre più ardite, fu costretto a chiedere prestiti continui al padre, cosa che non fece che raffreddare i rapporti fra i due. Nonostante gli interventi paterni e la richiesta di parte del patrimonio della nonna Giulia Beccaria (80.000 lire austriache, come si evince dal testamento del 10 gennaio 1837), nel 1855 i creditori chiesero direttamente al padre Alessandro il pagamento dei debiti che il figlio non poteva più permettersi.
La situazione economica per la famiglia di Enrico Manzoni non migliorò negli anni successivi: nel 1860 questi dovettero abbandonare la villa di Renate (che verrà poi venduta nel 1863 a Giovanni Mazzucchelli) per trasferirsi a Torricella di Barzanò e Alessandro Manzoni dovette preoccuparsi direttamente dell'educazione dei figli che Enrico aveva avuto. L'anno successivo Enrico cambiò ancora residenza, andando a vivere a Casatenovo. Dal 1862 al 1878, Enrico ritornò a vivere a Milano: prima «in una casa popolare di via San Vittore», poi in altre località della città. Negli anni '60 era disoccupato e continuava a chiedere al famoso padre richieste di denaro e aiuti vari, finché quest'ultimo decise di diseredarlo totalmente nell'estate del 1870. Dal 1873 al 1881, secondo le Guide di Milano di quegli anni, Enrico risultava essere commesso presso la Biblioteca Nazionale Braidense e residente in piazza Fontana al civico n°1. A causa della salute sempre più malferma (soffriva di disturbi alla vista) e l'avanzare dell'età, non poteva recarsi spesso al lavoro e alla fine fu trasferito a Roma alla Biblioteca Nazionale Centrale, dedicata al re Vittorio Emanuele II, dall'8 agosto 1878 all'8 agosto 1879. In quel periodo risiedette presso il figlio Alessandro, impiegato comunale in città. Collocato a riposo nel 1881, Enrico morì, affetto da una forma di demenza, il 28 ottobre dello stesso anno nella capitale, assistito dalla famiglia del figlio. Le sue spoglie verranno poi deposte nel Cimitero monumentale di Milano.

## Discendenza
Dal matrimonio con Emilia Redaelli (1814-1896) Enrico ebbe 9 figli:
- Enrichetta (Renate 1844 - Casatenovo, 1907)
- Alessandro (Renate, 1846- Lecco, 1910). Tramite quest'Alessandro, sposatosi con Elvira Costa nel 1872[7], la discendenza in linea maschile di Manzoni continuò, sicuramente, fino al 1988 con un altro Alessandro Manzoni[18].
- Matilde
- Sofia
- Lucia (Renate, 1853)
- Eugenio (Renate, 6 dicembre 1855 - 1890), maritato con Cristina Manzoni nel 1883, sua cugina in quanto figlia di Filippo.
- Bianca (Renate, 1858)
- Lodovico (Casatenovo, 1860 - Casatenovo 1942[19]), sposato a Milano nel 1887 con Irene Corti.
- Erminia